# Syngrapha herschelensis
Syngrapha herschelensis är en fjärilsart som beskrevs av Benjamin 1933. Syngrapha herschelensis ingår i släktet Syngrapha och familjen nattflyn. Inga underarter finns listade i Catalogue of Life.